# Lioudmyla Naoumenko
Pour les articles homonymes, voir Naoumenko.
Lioudmyla Naoumenko (ukrainien : Людмила Науменко ; née le 30 juin 1993 à Pomokil en Ukraine) est une joueuse internationale ukrainienne de basket-ball.

## Biographie

### Carrière
Lors de la saison 2014-2015 alors qu'elle évolue dans le club Kazakh d'Astana, elle est victime d'une rupture des ligaments croisés. 
À l'intersaison suivante, elle signe avec sa compatriote Alina Iahoupova pour club Belge de Mithra Castors Braine évoluant en Euroligue. Ne parlant pas le Français et très peu l'Anglais, les deux joueuses ne s'adaptent pas à leur nouvel environnement et quittent le club quelques semaines seulement après leur arrivée. Arrivée blessée, Naoumenko n'aura donc jamais porté le maillot des Castors. 
Elle reprend la compétition dans le championnat Kazakh et plus précisément à Kökchetaou. Elle remporte le championnat pour la seconde fois de sa carrière (après 2015) compilant 14,2 points marqués et 10,4 rebonds de moyenne sur l'ensemble de la saison.
En juillet 2016, elle s'engage avec sa fidèle compatriote Alina Iahoupova à Villeneuve-d'Ascq. 
Quatrième choix dans la hiérarchie des ailières derrière la capitaine Johanne Gomis, Valériane Ayayi et Alina Iahoupova et en manque flagrant de confiance, son temps de jeu est assez faible lors de la phase aller du championnat jouant ainsi 5.6 minutes en moyenne par match (pour 0.45 points marqués, 1.18 rebonds et 0.27 passes décisives).
Elle réalise son meilleur match sous ses nouvelles couleurs lors de la victoire contre Basket Landes (84-51) comptant pour la neuvième journée de ligue féminine en marquant 3 points, prenant 5 rebonds, réalisant 1 passe décisive et provoquant 3 fautes en presque 17 minutes. 
En 2017, elle remporte avec Villeneuve-d'Ascq  le titre de championne de France face à Lattes Montpellier.

## Clubs successifs
- 2009-2013 :  Regina-Basket Bar
- 2013-2014 :  Tim-Scuf Kiev
- 2014-2015 :  Astana Tigers
- Septembre 2015 :  Castors Braine
- Décembre 2015 :   Kökchetaou
- 2016-2017 :  ESB Villeneuve d’Ascq
- 2017-2019, 2020-2021 :  Çukurova BK Mersin
- 2021 :  Prometeï Kamianske
- 2021-2023 :  Dynamo Kiev

## Palmarès

### En club
- Championne du Kazakhstan en 2015 et 2016.
- Championne de France 2017[3].

### En sélection
- Participation au championnat d'Europe des moins de 20 ans 2014 en Turquie.

## Distinctions personnelles
- Meilleur rebondeuse du championnat Kazakh 2016 avec 10.4 rebonds.